# Городец (Ленинградская область)
Городе́ц — деревня в Володарском сельском поселении Лужского района Ленинградской области.

## История

### Древняя Русь и Новгородская земля
Упоминается в писцовых книгах Шелонской пятины 1501 года, как сельцо Городец на озере в Дремяцком погосте Новгородского уезда.
В XVI веке находившийся в Городце монастырь был «развоёван от Литовских людей и Немецких».

### Российская Империя
ГОРОДЕЦ — село принадлежит Ораниенбаумскому дворцовому ведомству, число жителей по ревизии: 107 м. п., 101 ж. п.

При нём:

а) Казённая каменная с почтовым двором гостиница.

б) Церковь деревянная во имя успения Пресвятой Богородицы, принадлежит Ведомству белого духовенства, при ней жителей по ревизии: 19 м. п., 26 ж. п.

в) Питейный, деревянного строения дом, именуемый Дреляцкий.

г) Тюрьма для этапного помещения. (1838 год)

ГОРОДЕЦ — село Ораниенбаумского дворцового правления, по почтовому тракту, число дворов — 35, число душ — 90 м. п. (1856 год)

ГОРОДЕЦ — село, число жителей по X-ой ревизии 1857 года: 81 м. п., 99 ж. п.

ГОРОДЕЦ — село дворцового ведомства при озере Городецком, число дворов — 28, число жителей: 81 м. п., 99 ж. п.;
 Церквей православных 2. Почтовая станция. (1862 год)

- Село Городец на карте 1863 года

Согласно подворной описи 1882 года:

ГОРОДЕЦ — село Городецкого общества Городецкой волости
  
домов — 50, душевых наделов — 81,  семей — 41, число жителей — 87 м. п., 100 ж. п.; разряд крестьян — собственники

Сборник Центрального статистического комитета описывал его так:

ГОРОДЕЦ — село бывшее удельное при озере Городецком и речке Серебрянке, дворов — 40, жителей — 193; Волостное правление, 2 церкви православных, школа, 4 лавки. (1885 год)

Согласно материалам по статистике народного хозяйства Лужского уезда 1891 года имение при селе Городец площадью 1036 десятин принадлежало дворянам Глинкам-Мавриным, имение было приобретено до 1868 года.
В XIX веке село административно относилось к Городецкой волости 2-го стана Лужского уезда Санкт-Петербургской губернии, в начале XX века — 4-го стана.

### Советское время
С 1917 по 1924 год село входило в состав Городецкого сельсовета Городецкой волости Лужского уезда.
С 1924 по 1928 год — в Новосельский сельсовет, затем вновь в Городецком сельсовете.
- План деревни Городец. 1926 год

Согласно топографической карте 1926 года село называлось Городец (Кукуевка) и насчитывало 40 дворов.
По данным 1933 года село Городец являлось административным центром Городецкого сельсовета Лужского района, в который входили 13 населённых пунктов: деревни Александровка, Вольная Серёдка, Домкино, Жеглино, Заозерье, Кукуевка, Люблино, Новоселье, Пустой Брод, сёла Городец, Ивановское, хутор Косткино общей численностью населения 3120 человек.
По данным 1936 года в состав Городецкого сельсовета входили 13 населённых пунктов, 548 хозяйств и 9 колхозов.
C 1 августа 1941 года по 31 января 1944 года село находилось в оккупации.
В 1961 году его население составляло 155 человек.
По данным 1966 года деревня Городец также входила в состав Городецкого сельсовета и являлась его административным центром.
По данным 1973 года деревня Городец входила в состав Володарского сельсовета Лужского района и также являлась его административным центром.
По данным 1990 года деревня Городец входила в состав Володарского сельсовета Лужского района с административным центром в посёлке Володарское.

### Российская Федерация
В 1997 году в деревне Городец Володарской волости проживали 77 человек, в 2002 году — 89 человек (русские — 98 %).
В 2007 году в деревне Городец Володарского СП — 92.

## География
Деревня расположена в южной части района на автодороге Р23 «Псков» (E 95, Санкт-Петербург — граница с Беларусью), в месте примыкания к ней автодороги 41К-254 (Городец — Конезерье).
Расстояние до административного центра поселения — 7 км.
Расстояние до ближайшей железнодорожной станции Луга — 20 км.
На западной окраине деревни расположено Городецкое озеро. Через деревню протекает река Рыбинка (по другим данным — ручей Городецкий), впадающая в озеро Врево.

## Население
| 1838 | 1862 | 1885 | 1961 | 1997 | 2007 | 2010 |
| ---- | ---- | ---- | ---- | ---- | ---- | ---- |
| 208  | ↘180 | ↗193 | ↘155 | ↘77  | ↗92  | ↗121 |
| 2017 |      |      |      |      |      |      |
| ↘114 |      |      |      |      |      |      |

## Достопримечательности
- Остатки древнего городища Городец под Лугой на Городецкой горе[26][27][28]
- Церковь Успения Пресвятой Богородицы
- Часовня во имя св. Георгия Победоносца, в которой хранится мраморная рака с мощами преподобномученика Трифона
- Источник, почитающийся как святой[29]

## Улицы
Кукуевская.